# IC 2287
IC 2287 је ознака објекта на координатама са ректансцензијом 8h 19m 7,6s и деклинацијом + 19° 24" 2'. Открио га је Макс Волф, 13. фебруара 1901. Каснијим посматрањима на том положају није уочен никакав астрономски објекат.